# Margit Keshmiri
Margit Keshmiri (* 14. November 1957 in Leoben) ist eine österreichische Politikerin, früher Mitglied des Liberalen Forums (LIF), jetzt der SPÖ.

## Leben
Margit Keshmiri besuchte die Volksschule in Leoben, danach vier Jahre das Gymnasium und dann die Handelsschule in Leoben. Im Jahr 1975 begann sie ihre berufliche Laufbahn als Sekretärin in der Generaldirektion der Österreichischen Bundesbahnen in Wien, wechselte ein Jahr später in das Verkehrsministerium und war 1979 Sekretärin am Institut für Geowissenschaften der Montanuniversität Leoben. Im Jahr 1980 arbeitete sie am Editorial Office des Institutes of Mining and Metallurgy in London, 1981 wechselte sie an das Department of Geology der University of Western Australia in Perth.

## Politik
Von 1995 bis 1996 war sie Leiterin der Kommunalen Initiativgruppe des LIF in Leoben. Als Mitglied des Liberalen Forums wurde sie 1996 Landtagsabgeordnete in der Steiermark und Landessprecher-Stellvertreterin des Liberalen Forums. Im März 2000 trat sie aus der Partei aus, weil sie mit den Aussagen des neuen Parteiobmannes zur FPÖ nicht einverstanden war. Sie blieb bis zum Ende der Legislaturperiode als freie Abgeordnete im Landtag.
Seit 2010 ist sie für die Sozialdemokratische Partei Österreichs Gemeinderätin in Leoben und dort als Koordinatorin für Flüchtlingsangelegenheiten tätig.